# Utökad frigång
Utökad frigång innebär intensivövervakning medelst elektronisk fotboja i hemmet gällande intagna på anstalt. Utökad frigång är en av kriminalvårdens utslussåtgärder. 
Utökad frigång innebär att en intagen under kontrollerade former avtjänar fängelsestraffet i sin bostad.
Utökad frigång får beviljas om
1. minst halva strafftiden, dock minst tre månader, har avtjänats,
2. det inte finns någon beaktansvärd risk för att den intagne kommer att begå brott, undandra sig straffets fullgörande eller på annat sätt allvarligt missköta sig,
3. han eller hon har tillgång till bostad, och
4. han eller hon utför arbete, får behandling eller deltar i utbildning eller särskilt anordnad verksamhet.[1]

De övriga är halvvägshus, vårdvistelse och frigång. Utökad frigång administreras av frivården trots att klienten tillhör anstaltssidan.